# Anthomyia latifasciata
Anthomyia latifasciata är en tvåvingeart som beskrevs av Masayoshi Suwa 1987. Anthomyia latifasciata ingår i släktet Anthomyia och familjen blomsterflugor. Inga underarter finns listade i Catalogue of Life.